# Smitanosaurus
Smitanosaurus („kovářský dinosaurus“) byl rod neosauropodního dinosaura z čeledi Dicraeosauridae, který žil v období pozdní jury (asi před 150 miliony let) na území dnešního státu Colorado v USA. Původně byl znám jako Morosaurus agilis, toto rodové jméno je ale dnes již neplatné (většina fosilního materiálu rodu Morosaurus byla roku 1919 přiřazena do rodu Camarasaurus.

## Význam a popis

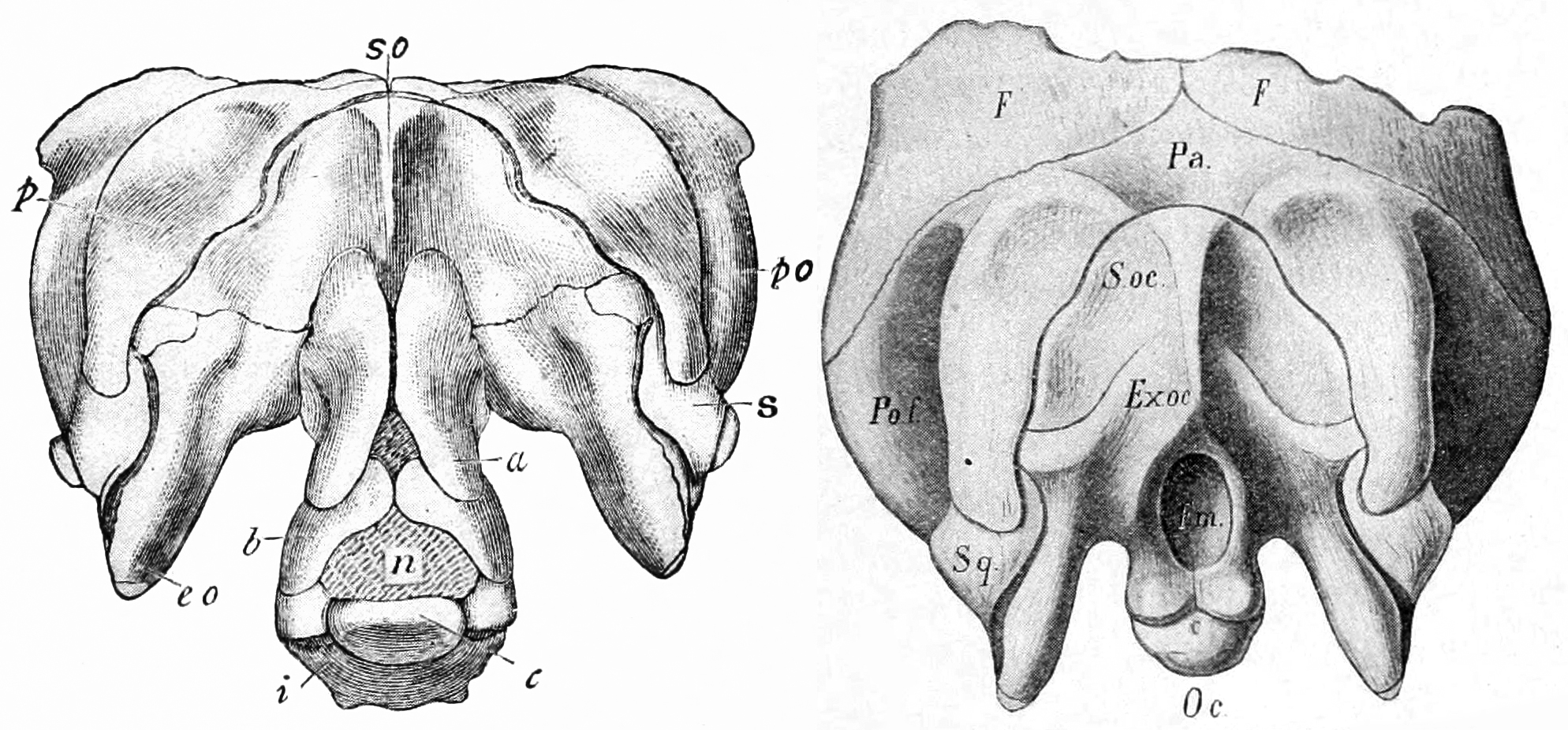
Smitanosaurus - nákres báze lebky a prvních krčních obratlů.

Fosilie tohoto sauropoda byly objeveny v sedimentech souvrství Morrison a od začátku představovaly pro vědce jistou hádanku. Zkameněliny v podobě části lebky a krčních obratlů byly formálně popsány paleontologem Othnielem C. Marshem v roce 1889 a znovu prozkoumány Charlesem W. Gilmorem v roce 1907. Teprve na konci roku 2020 však byla publikována studie, která tento taxon zařadila do čeledi Dicraeosauridae a stanovila také nové rodové jméno Smitanosaurus.
Blízce příbuzným druhem byl pravděpodobně dikreosaurid Kaatedocus siberi, formálně popsaný v roce 2012.